# 일본 조기경보 시스템

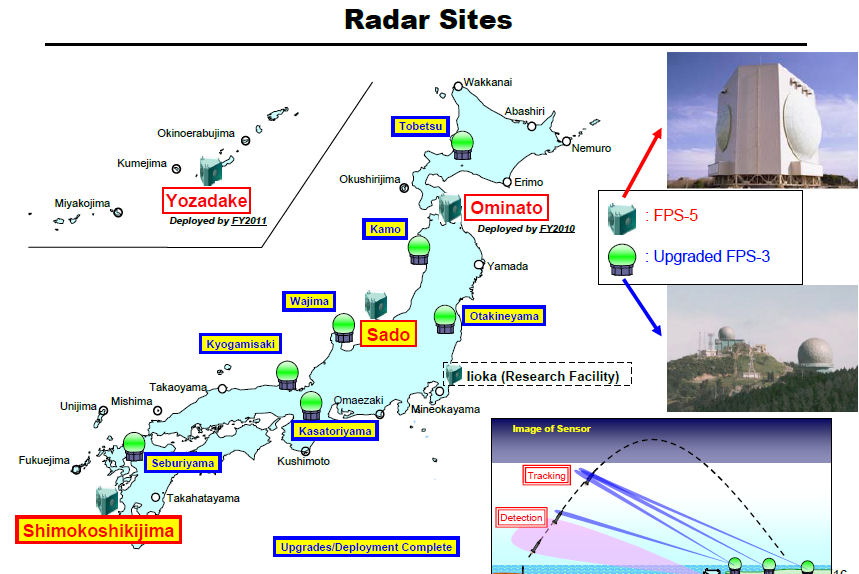
현재 일본은 20여기가 넘는 지상 관제 레이더소와 30여기가 넘는 공중 조기경보기로 짜여진 레이더 네트워크망에 의존해 방공망을 형성하고 있다.

일본 조기경보 시스템은 냉전 때부터 다듬어진 일본의 방공 네트워크망을 말한다. 빅토르 벨렌코 망명 사건으로 일본 방공망이 허술함이 드러나자, 지상관제 전력을 보강하는 것 뿐만 아니라, 공중조기경보통제기의 도입의 필요성을 절감하여 도입하는 결과를 낳았다. 

## 역사

### 레이더의 역사
레이더의 역사를 볼 때, 일본인이 레이더의 원천기술에 해당하는 야기-우다 안테나를 만들어, 레이더에 관해 일본 민족이 초기에 우위를 가질 기회가 있었으나, 일본 제국 군부는 레이더의 가치를 등한시한 반면, 영국이 레이더 기술의 가치를 알아보고 적극 투자를 해서 군사용으로 발전시킨다. 

#### 영국에서 미국으로 패권 이동
프랑스가 나치에 함락되고, 독일의 집중적인 공격에 시달렸던 영국은 미국으로부터 무기를 대여받고 전쟁 지원을 받는 조건으로 미국에게 레이더, 제트 엔진 기술, 각종 군사기술을 넘기며, 대양의 영국 식민지들을 미국에게 영원히 넘긴다. 이로 인해 발전된 레이더 기술과 로켓을 얻은 미국에게 일본은 태평양 전쟁에서 참패했고, 일본은 전후 자위대가 창설되자, 레이더의 중요성을 실감하고 조기경보 시스템을 건설한다.

### 1976년 빅토르 발렌코 망명사건
1976년 9월 6일, 소련 방공군 소속 MiG-25 전투기 한 기가 소련 극동의 블라디보스토크 근처의 체그에흐카 공군기지에서 이륙하여 훈련공역으로 향하던 도중 갑자기 예상 경로를 이탈해 일본 쪽으로 빠르게 진입했다. 이것을 일본의 레이다가 오후 1시 30분 경 포착하여 F-4EJ 전투기가 요격을 위해 긴급 발진했다.
항공자위대는 지상의 레이다 기지와 공중의 F-4EJ로 MiG-25기를 수색했으나, 벨렌코 중위의 MiG-25가 저공비행을 실시하자 지상의 레이다 기지는 무용지물이 되고 F-4EJ의 레이다는 상공에서 저공 목표를 탐지하는 능력(Look-Down)이 낮아 레이다상에서 완전히 사라지자 항공자위대는 혼란에 빠졌다. 1시 50분 경 다시 레이다 상에 나타난 벨렌코 중위의 MiG-25는 홋카이도 상공을 3번 주회하고 하코다테시 공항에 착륙했다.
나중의 증언에서 빅토르 벨렌코는 저공비행으로 소련의 추적을 따돌린 뒤 항공자위대기에 의해 치토세 공항에 유도착륙을 할 예정이었으나 아무도 나타나지 않았고 연료 문제로 인해 가까운 홋카이도 공항에 비상착륙을 했다고 말했다. 당시 벨렌코 중위는 착륙지점을 잘못 판단해 활주로 중간 지점에서 착륙해서 250m나 오버런(Over run)하면서 활주로 끝의 철조망을 돌파, 논바닥에서 겨우 멈추었다.
소련은 기체의 즉각 반환을 요구했으나 미국과 일본은 MiG-25를 분해해 항공 자위대의 엄호 속에 C-5 갤럭시 대형 수송기에 실어 도쿄 근처의 이바라키현 이바라키 공항으로 이송한 뒤 벨렌코 중위의 도움으로 기체를 면밀히 검사한 다음, 11월 15일 반환했다. 그 후 벨렌코 중위는 그의 희망대로 미국으로 망명했다.

#### 문제를 깨달은 일본
지구는 둥글고 레이더는 직선으로 나가며, 지상에 낮게 붙어있는 지상 레이더는 낮게 나는 공중 목표물을 탐지하기 어렵다. 1979년 370km 레이더 탐지거리인 J/FPS-3를 배치하고, E-2 호크아이 13대를 도입하게 된다. 국토의 80%가 산지인 일본의 안보환경상 소련처럼 지상 레이더의 조기경보 관제에 의지할 수 없고, 공중 조기경보기를 병행하며 조기경보 시스템을 만들어야 했다. 

## 같이 보기
- 러시아 조기경보 시스템
- 중국 조기경보 시스템